# Frank Wolff
Frank Wolff (n. 11 mai 1928, San Francisco - d. 12 decembrie 1971, Roma) a fost un actor din Statele Unite ale Americii.

## Biografie
Wolff s-a născut la 11 mai 1928, în San Francisco. Tatăl său era un medic de origine germană. A apărut în numeroase filme italiene de-a lungul anilor 1950-1960.
A studiat actoria și scenografia la Universitatea din California unde a scris și a regizat piese de teatru și s-a împrietenit cu un alt actor/regizor, Monte Hellman. În perioada 1957 - 1961 a apărut în seriale TV și filme artistice, unele în genul groază/ științifico-fantastic.
În 1961 apare în Atlas, un film american peplum regizat de Roger Corman și care a fost filmat în Grecia. 
Frank Wolff a interpretat primul său rol principal în filmul Beast from Haunted Cave regizat de Monte Hellman. 
Roger Corman este cel care i-a sugerat să se mute în Europa, crezând că acolo va avea un succes mai mare.
În Italia a fost lansat de către Francesco Rosi, care voia ca Frank să joace în filmul Salvatore Giuliano. Primul său rol obținut în peninsulă și, probabil, cel mai important din întreaga sa carieră, a fost acela al lui Galeazzo Ciano în Il processo di Verona, film regizat de Carlo Lizzani.
În Italia a apărut în mai multe filme giallo și spaghetti western cum ar fi Salvatore Giuliano (1961), Le quattro giornate di Napoli (1962) sau La morte cammina con i tacchi alti (1971).
Frank Wolff s-a sinucis la Roma în 1971 din cauza unor crize de depresie.

## Filmografie (selecție)
- 1959 The Wasp Woman
- 1959 Beast from Haunted Cave
- 1960 Ski Troop Attack
- 1961 Atlas
- 1962 Salvatore Giuliano
- 1962 Cele patru zile ale orașului Neapole (Le quattro giornate di Napoli), regia Nanni Loy
- 1963 Procesul de la Verona (Il Processo di Verona), regia Carlo Lizzani
- 1963 America, America! (America America), regia Elia Kazan
- 1963 Il demonio
- 1965 Situation Hopeless... But Not Serious
- 1966 Judith
- 1966 Agent 3S3, Massacre in the Sun
- 1967 A Stranger in Town
- 1967 God Forgives... I Don't!
- 1968 The Million Dollar Countdown
- 1968 Villa Rides
- 1968 Cei trei care au speriat vestul (I tre che sconvolsero il West / Vado, vedo e sparo), regia Enzo G. Castellari
- 1968 The Great Silence
- 1968 A fost odată în vest (C’era una volta il West), regia Sergio Leone
- 1968 Sechestru de persoană (Sequestro di persona), regia Gianfranco Mingozzi
- 1968 Kill Them All and Come Back Alone
- 1969 The Libertine
- 1969 Carnal Circuit
- 1969 Barbagia
- 1969 Sartana the Gravedigger
- 1969 L'amica
- 1970 Metello
- 1970 La morte risale a ieri sera
- 1970 Corbari
- 1970 The Lickerish Quartet
- 1970 When Women Had Tails
- 1971 The Beloved
- 1971 Cold Eyes of Fear
- 1971 Death Walks on High Heels
- 1972 Milan Caliber 9
- 1972 When Women Lost Their Tails